# 塩津漁港 (和歌山県)
塩津漁港（しおつぎょこう）は、和歌山県海南市にある第1種漁港である。

## 概要
- 管理者 - 海南市
- 漁業協同組合 -　海南市漁業共同組合
- 組合員数 - x名（200x年（平成1x年）xx月）
- 漁港番号 -　3310030

## 沿革
- 1952年2月29日 - 第1種漁港に指定。

## 遊漁者への対応
- 駐車料金あるいは清掃協力金: 500円（自家用車の利用の有無にかかわらず請求される可能性あり。また、拒否時に退去を求められる場合あり。）
- 上記に関し法的に支払う義務：不明
- 領収書の有無：有り（無い可能性あり）
- 最終確認日：2006年5月01日